# Filozofia matematicii
Filozofia matematicii este filozofia științei aplicată asupra matematicii, mai precis studiul raționamentelor matematice, ce are ca obiectiv epistemologia matematicii și statutul ontologic al entităților matematice.
Filozofia matematicii este ramura filozofiei științei care încearcă să răspundă la întrebări despre fundamentele matematicii și despre utilizarea ei. Există întrebări precum: "Sunt necesare matematicile? De ce este matematica utilă sau eficientă în descrierea naturii? În ce sens putem spune că există entități matematice? Sau "de ce și cum se poate spune că o propoziție matematică este adevărată? “.
Diferitele răspunsuri posibile la aceste întrebări sunt organizate în diferite școli de gândire, printre care se numără între altele:
- realism matematic sau realism platonic;
- formalism;
- logicism;
- intuiționism;
- structuralism;
- constructivism (matematică).